# Coupe caribéenne des nations 2014
Navigation
Édition précédente Édition suivante
La Coupe caribéenne des nations 2014, aussi nommée Coupe des Nations de la Caraïbe 2014, est la vingt-quatrième édition de la Coupe caribéenne des nations, une compétition de football réunissant toutes les nations membres de l'Union caribéenne de football (UFC/CFU).
La phase finale de cette compétition est prévue à Montego Bay, en Jamaïque, du 11 au 18 novembre 2014. Le vainqueur de cette compétition sera qualifié directement pour la Copa América Centenario. Les quatre premiers sont qualifiés pour la Gold Cup 2015 tandis que le cinquième sera opposé contre le cinquième de la zone UNCAF lors d'un match de barrage.
Pour la première fois de son histoire, la compétition et ses tours de qualification sont organisés lors des dates réservées par la FIFA pour les matchs internationaux. Ce calendrier facilite la mobilisation des joueurs évoluant dans les meilleurs championnats professionnels pour cette compétition.

## Phase finale
La phase finale du tournoi se déroule à Montego Bay en Jamaïque du 11 au 18 novembre 2014, les horaires indiqués étant en UTC−05:00.
Équipes qualifiées
- Jamaïque (Pays organisateur, qualifié d'office)
- Cuba (Tenant du titre, qualifié d'office)
- Trinité-et-Tobago
- Antigua-et-Barbuda
- Haïti
- Guyane
- Martinique
- Curaçao

### Premier tour

#### Groupe A
| Rang | Équipe            | Pts | J | G | N | P | Bp | Bc | Diff |  | Résultats (▼ dom., ► ext.) |  |     |     |     |
| ---- | ----------------- | --- | - | - | - | - | -- | -- | ---- |  | -------------------------- |  | --- | --- | --- |
| 1    | Trinité-et-Tobago | 7   | 3 | 2 | 1 | 0 | 7  | 4  | +3   |  | Trinité-et-Tobago          |  | 0-0 | 4-2 | 3-2 |
| 2    | Cuba              | 5   | 3 | 1 | 2 | 0 | 4  | 3  | +1   |  | Cuba                       |  |     | 1-1 | 3-2 |
| 3    | Guyane            | 4   | 3 | 1 | 1 | 1 | 7  | 6  | +1   |  | Guyane                     |  |     |     | 4-1 |
| 4    | Curaçao           | 0   | 3 | 0 | 0 | 3 | 5  | 10 | -5   |  | Curaçao                    |  |     |     |     |

| 11 novembre 2014 | Curaçao                 | 2 - 3 | Trinité-et-Tobago                    | Montego Bay Sports Complex, Montego Bay, Jamaïque |                           |
| 17:30            | Meulens 18e · Maria 48e |       | 26e (pen.) 38e K. Jones · 52e Molino | Arbitrage : Trevor Taylor                         | Arbitrage : Trevor Taylor |
| 17:30            | Rapport                 |       |                                      | Arbitrage : Trevor Taylor                         | Arbitrage : Trevor Taylor |

| 11 novembre 2014 | Cuba         | 1 - 1 | Guyane      | Montego Bay Sports Complex, Montego Bay, Jamaïque |                          |
| 20:00            | Martínez 57e |       | 90+4e Solvi | Arbitrage : Joel Aguilar                          | Arbitrage : Joel Aguilar |
| 20:00            | Rapport      |       |             | Arbitrage : Joel Aguilar                          | Arbitrage : Joel Aguilar |

| 13 novembre 2014 | Trinité-et-Tobago                                | 4 - 2 | Guyane                                       | Montego Bay Sports Complex, Montego Bay, Jamaïque |                           |
| 17:30            | Molino 19e 58e · Peltier 62e (pen.) · Guerra 92e |       | , 60e Torvic · 64e Saint-Clair · 84e Legrand | Arbitrage : Sandy Vasquez                         | Arbitrage : Sandy Vasquez |
| 17:30            | Rapport                                          |       |                                              | Arbitrage : Sandy Vasquez                         | Arbitrage : Sandy Vasquez |

| 13 novembre 2014 | Curaçao                       | 2 - 3 | Cuba                                   | Montego Bay Sports Complex, Montego Bay, Jamaïque |                             |
| 20:00            | Rajcomar 45e · Nepomuceno 69e |       | 15e Corrales · 51e López · 90+5e Leiva | Arbitrage : Wilson da Costa                       | Arbitrage : Wilson da Costa |
| 20:00            | Rapport                       |       |                                        | Arbitrage : Wilson da Costa                       | Arbitrage : Wilson da Costa |

| 15 novembre 2014 | Guyane                                       | 4 - 1 | Curaçao     | Montego Bay Sports Complex, Montego Bay, Jamaïque |                        |
| 17:30            | Saint-Clair 18e · Fabien 26e 64e · Adipi 34e |       | 84e Meulens | Arbitrage : Leo Clarke                            | Arbitrage : Leo Clarke |

| 15 novembre 2014 | Cuba      | 0 - 0 | Trinité-et-Tobago | Montego Bay Sports Complex, Montego Bay, Jamaïque |                           |
| 20:00            | López 19e |       |                   | Arbitrage : Trevor Taylor                         | Arbitrage : Trevor Taylor |
| 20:00            | Rapport   |       |                   | Arbitrage : Trevor Taylor                         | Arbitrage : Trevor Taylor |

#### Groupe B
| Rang | Équipe             | Pts | J | G | N | P | Bp | Bc | Diff |  | Résultats (▼ dom., ► ext.) |  |     |     |     |
| ---- | ------------------ | --- | - | - | - | - | -- | -- | ---- |  | -------------------------- |  | --- | --- | --- |
| 1    | Jamaïque           | 7   | 3 | 2 | 1 | 0 | 6  | 1  | +5   |  | Jamaïque                   |  | 2-0 | 1-1 | 3-0 |
| 2    | Haïti              | 4   | 3 | 1 | 1 | 1 | 5  | 4  | +1   |  | Haïti                      |  |     | 3-0 | 2-2 |
| 3    | Martinique         | 4   | 3 | 1 | 1 | 1 | 3  | 4  | -1   |  | Martinique                 |  |     |     | 2-0 |
| 4    | Antigua-et-Barbuda | 1   | 3 | 0 | 1 | 2 | 2  | 7  | -5   |  | Antigua-et-Barbuda         |  |     |     |     |

| 12 novembre 2014 | Haïti                     | 2 - 2 | Antigua-et-Barbuda     | Montego Bay Sports Complex, Montego Bay, Jamaïque |                        |
| 17:30            | Alcénat 23e · Belfort 36e |       | 58e Weston · 60e Byers | Arbitrage : Leo Clarke                            | Arbitrage : Leo Clarke |
| 17:30            | Rapport                   |       |                        | Arbitrage : Leo Clarke                            | Arbitrage : Leo Clarke |

| 12 novembre 2014 | Jamaïque                  | 1 - 1 | Martinique               | Montego Bay Sports Complex, Montego Bay, Jamaïque          |                                                            |
| 20:00            | Mattocks 13e · Austin 31e |       | 25e Maréval · 29e Arquin | Spectateurs : env0,300 0 Arbitrage : Roberto García Orozco | Spectateurs : env0,300 0 Arbitrage : Roberto García Orozco |
| 20:00            | Rapport                   |       |                          | Spectateurs : env0,300 0 Arbitrage : Roberto García Orozco | Spectateurs : env0,300 0 Arbitrage : Roberto García Orozco |

| 14 novembre 2014 | Martinique | 0 - 3 | Haïti                          | Montego Bay Sports Complex, Montego Bay, Jamaïque |                           |
| 17:30            |            |       | 60e Guerrier · 62e 90e Belfort | Arbitrage : Sherwin Moore                         | Arbitrage : Sherwin Moore |

| 14 novembre 2014 | Jamaïque                                              | 3 - 0 | Antigua-et-Barbuda | Montego Bay Sports Complex, Montego Bay, Jamaïque |                            |
| 20:00            | Lawrence 30e · Mattocks 43e · Watson 77e · Austin 88e |       | 70e Parker         | Arbitrage : Ricardo Cerdas                        | Arbitrage : Ricardo Cerdas |
| 20:00            | Rapport                                               |       |                    | Arbitrage : Ricardo Cerdas                        | Arbitrage : Ricardo Cerdas |

| 16 novembre 2014 | Antigua-et-Barbuda | 0 - 2 | Martinique                       | Montego Bay Sports Complex, Montego Bay, Jamaïque |                                   |
| 17:30            | Thomas 44e         |       | 57e Buval · 67e Ravi · 90e Goron | Arbitrage : Roberto García Orozco                 | Arbitrage : Roberto García Orozco |

| 16 novembre 2014 | Jamaïque                                  | 2 - 0 | Haïti      | Montego Bay Sports Complex, Montego Bay, Jamaïque |                          |
| 20:00            | Dawkins 13e · Mattocks 20e · Richards 37e |       | 83e Aveska | Arbitrage : Joel Aguilar                          | Arbitrage : Joel Aguilar |
| 20:00            | Rapport                                   |       |            | Arbitrage : Joel Aguilar                          | Arbitrage : Joel Aguilar |

#### Cinquième place
Il n'y a pas de rencontre pour la cinquième place, mais celle-ci est attribuée en comparant les résultats des deux troisièmes de groupe. Le cinquième du tournoi, en l'occurrence la Guyane désignée grâce au nombre de buts marqués, obtient le droit d'affronter le Honduras, cinquième de la Copa Centroamericana 2014, pour une qualification en phase finale de la Gold Cup 2015.
| Équipe     | J | V | N | D | Bp | Bc | Diff. | Pts |
| ---------- | - | - | - | - | -- | -- | ----- | --- |
| Guyane     | 3 | 1 | 1 | 1 | 7  | 6  | +1    | 4   |
| Martinique | 3 | 1 | 1 | 1 | 3  | 4  | -1    | 4   |

### Dernier Carré
Les deux vainqueurs de groupe du premier tour s'affrontent en finale, tandis que les deux seconds disputent le match pour la 3e place.

#### Match pour la troisième place
| 18 novembre 2014 | Cuba         | 1 - 2 | Haïti                     | Montego Bay Sports Complex, Montego Bay, Jamaïque |                                   |
| 17:00            | Martínez 87e |       | 86e Guerrier · 56e Jérôme | Arbitrage : Roberto García Orozco                 | Arbitrage : Roberto García Orozco |

#### Finale
| 18 novembre 2014 | Jamaïque                                      | 0 - 0 a. p.       | Trinité-et-Tobago                              | Montego Bay Sports Complex, Montego Bay, Jamaïque |                            |
| 20:00            | Austin 30e                                    |                   | 42e J. Jones · 49e Hyland                      | Arbitrage : Ricardo Cerdas                        | Arbitrage : Ricardo Cerdas |
| 20:00            | Taylor · McAnuff · Phillips · Seaton · Austin | Tirs au but 4 - 3 | K. Jones · Guerra · Molino · J. Jones · Hyland | Arbitrage : Ricardo Cerdas                        | Arbitrage : Ricardo Cerdas |

| Vainqueur de la Coupe caribéenne des nations 2014: Jamaïque Sixième titre |